# Welfenmausoleum

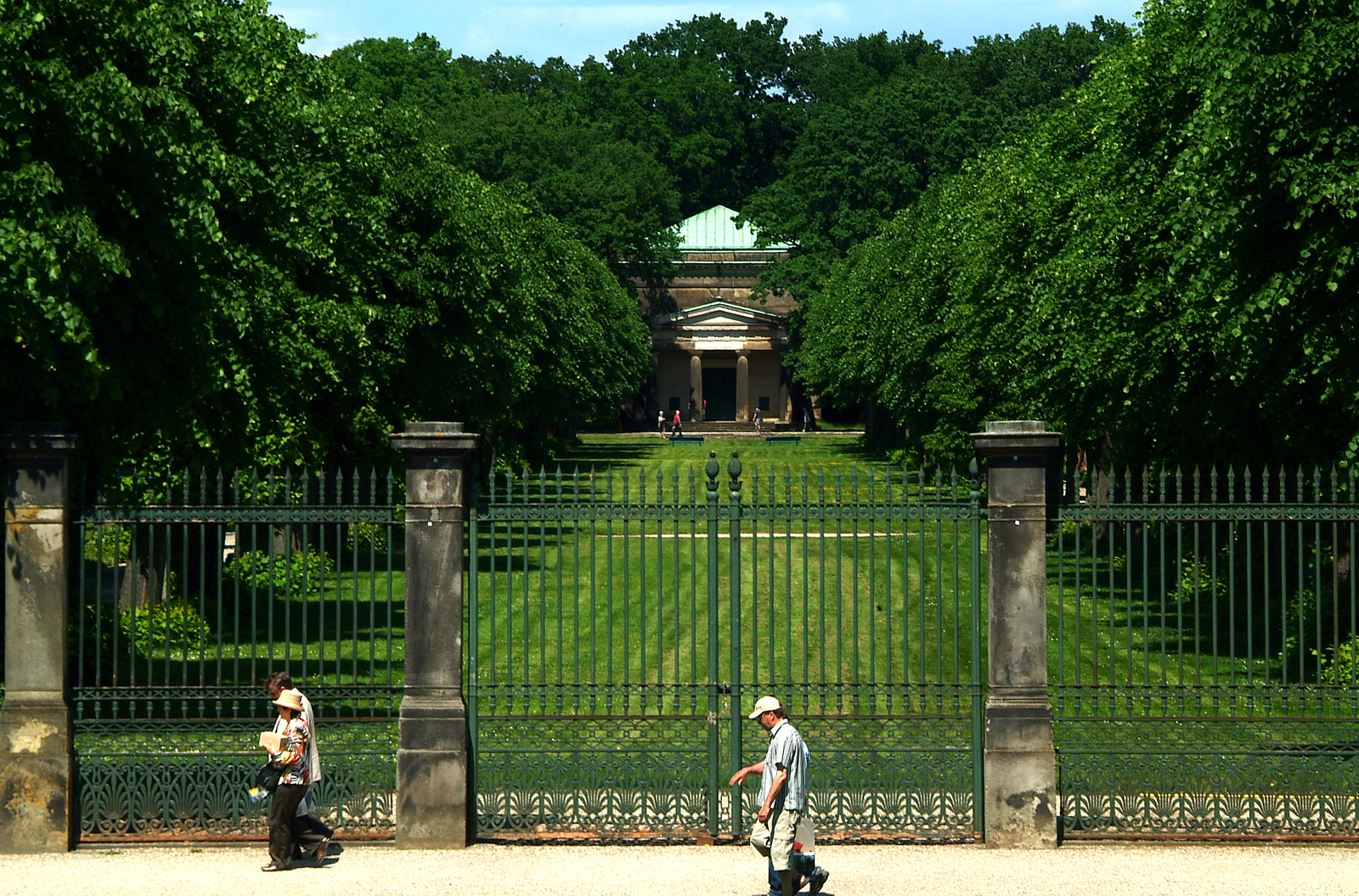
Il Welfenmausoleum visto dall'esterno col querceto circostante

Il Welfenmausoleum (o Mausoleo dei Guelfi) è un mausoleo fatto erigere dalla casata tedesca dei Guelfi per la sepoltura dei membri della loro famiglia. Esso si trova all'interno del Berggarten, nel complesso del castello di Herrenhausen, presso la città di Hannover, in Bassa Sassonia (Germania).

## Storia

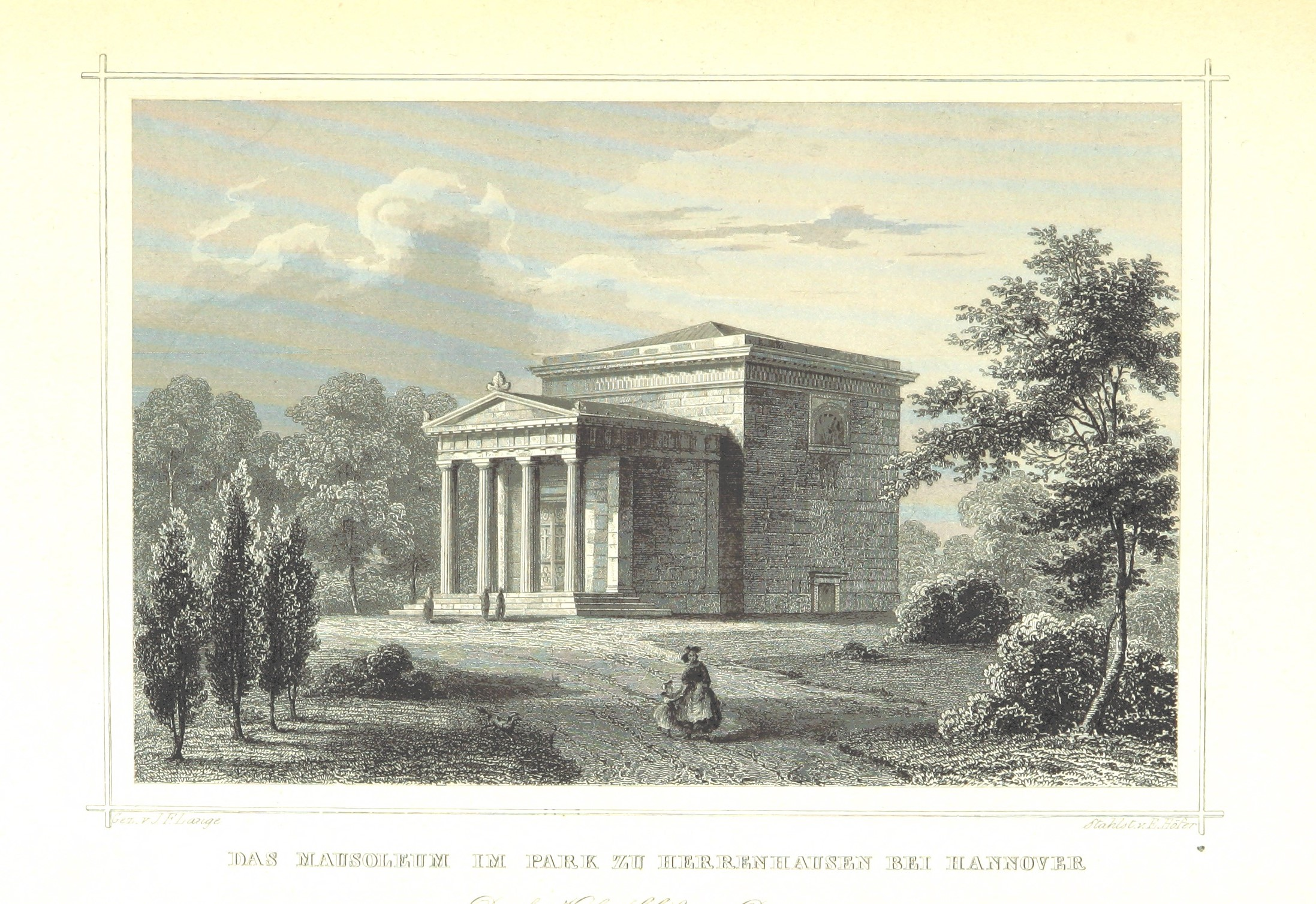
"Il mausoleo nel parco di Herrenhausen presso Hannover" in un'incisione di E. Höfer da un disegno di J. F. Lange

Subito dopo la morte della regina consorte Federica di Meclemburgo-Strelitz il 29 giugno 1841, suo marito, re Ernesto Augusto I di Hannover, dal 1º luglio di quell'anno, diede commissione all'architetto di corte Georg Ludwig Friedrich Laves di elaborare piani per la creazione di un mausoleo e di proporre un luogo per la sua costruzione. Lo stesso sovrano propose il Grosser Garten, dietro l'orangerie.
Dopo solo sei settimane, Laves presentò al re due progetti, di cui uno in "forma di tempio [... in] stile egiziano". Ad ogni modo per la collocazione del monumento, l'architetto suggerì al sovrano di acquistare alcuni acri di terreno proprio in fondo al parco di Herrenshausen onde creare un lungo viale alberato per giungere fino ad esso e dare al tutto un'idea più romantica e malinconica.

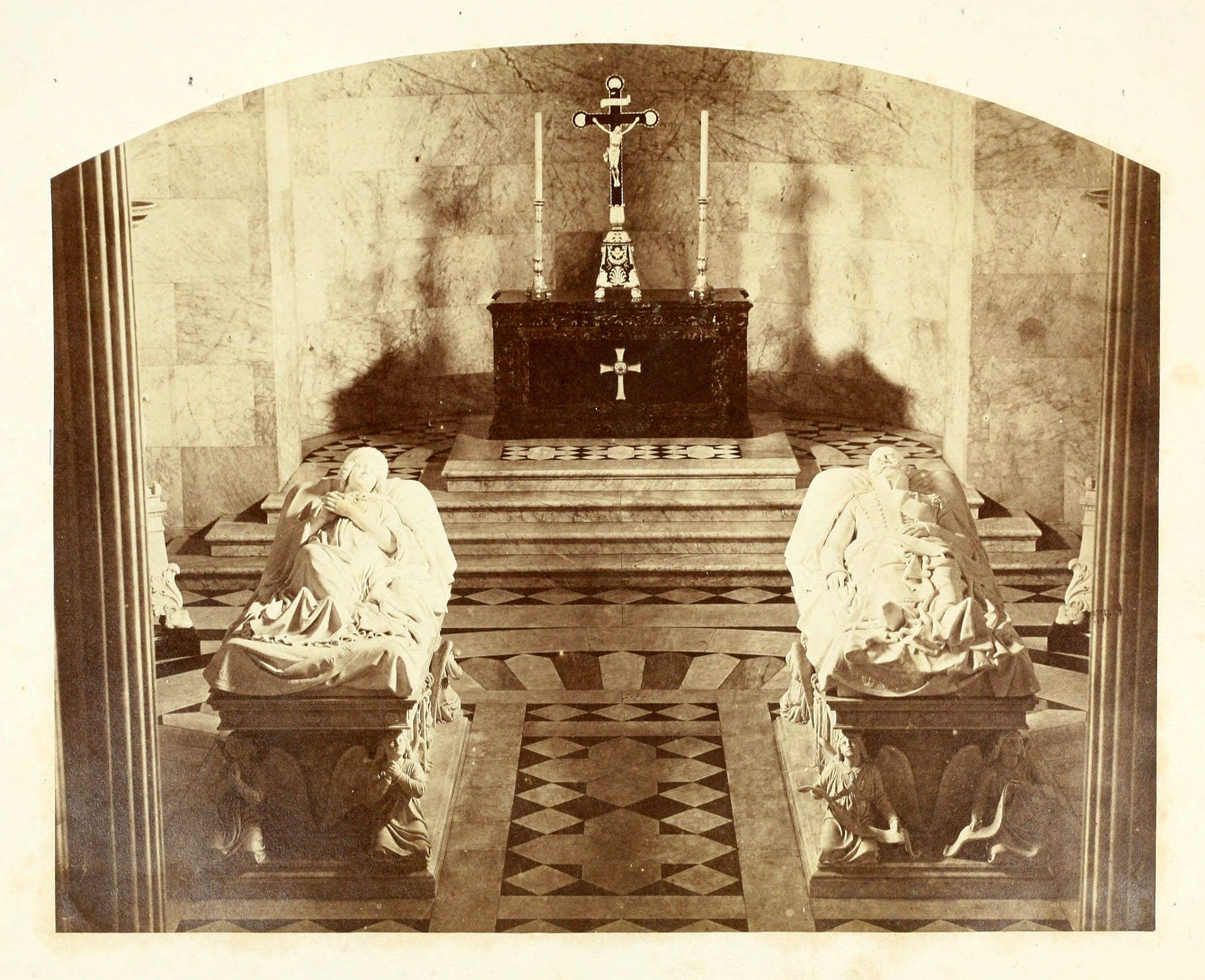
Interno del Welfenmausoleum coi sarcofagi della regina Federica e del re Ernesto Augusto I di Hannover in una fotografia del 1861 scattata da Wilhelm August Degèle

Nonostante la fretta imposta dal re a Laves, l'architetto esecutore Georg Schuster propose alla fine un terzo progetto di stile classico antico con colonne doriche che trovò l'approvazione di tutto ma che ritardò i lavori al maggio del 1842. L'ispettore dei giardini reali Heinrich Ludolph Wendland divenne responsabile della struttura; durante i lavori di costruzione del mausoleo venne altresì realizzato il prolungamento definitivo del giardino.
Nel frattempo, Christian Daniel Rauch, che in precedenza era stato chiamato per la creazione della tomba della sorella di Luisa a Charlottenburg, venne chiamato a scolpire anche la tomba della regina Federica.
La costruzione del Welfenmausoleum perdurò dal 1842 al 1847.

## Descrizione

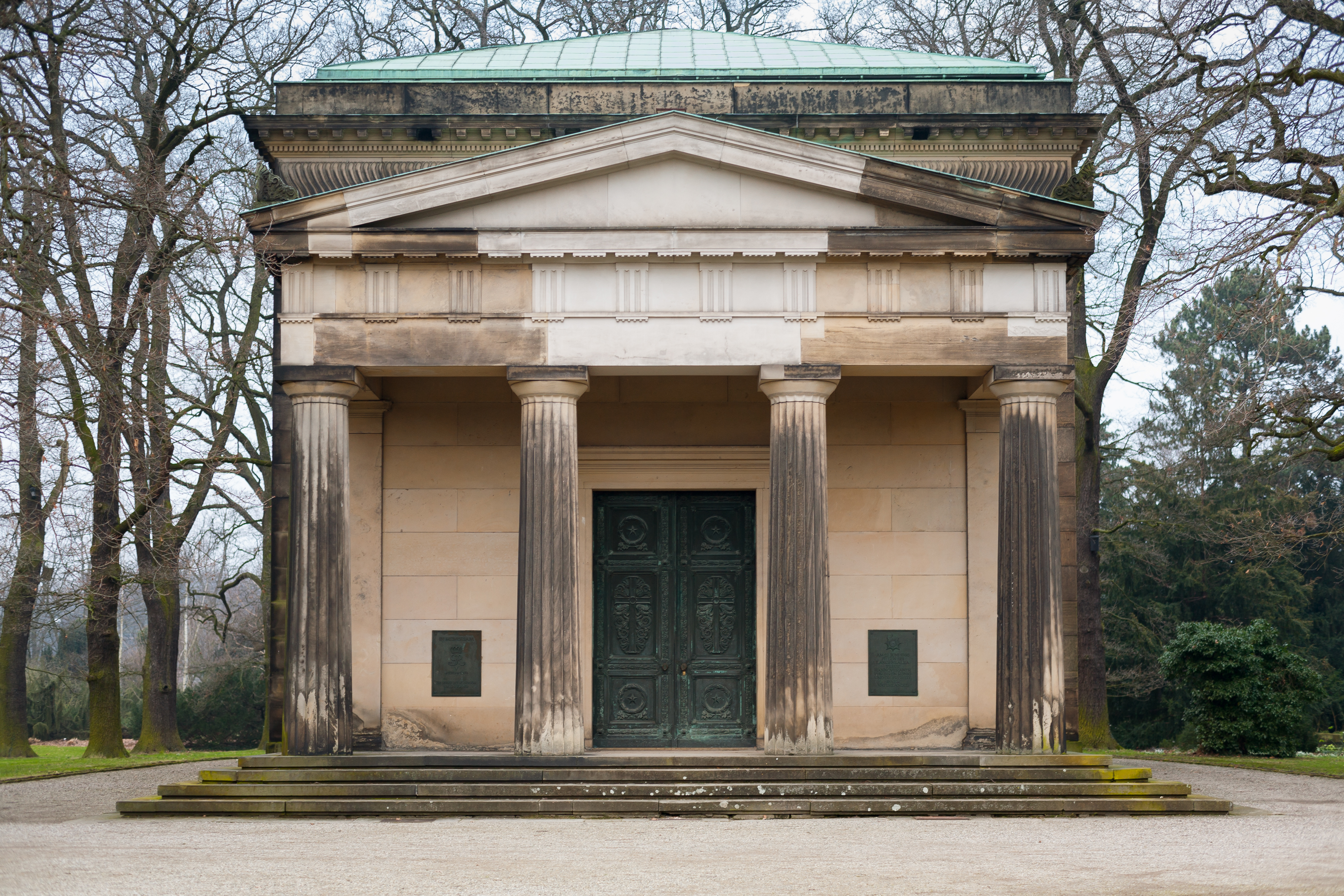
Il fronte del mausoleo

Dopo la morte del re Ernesto Augusto I anche la sua tomba fu collocata nel Welfenmausoleum. Nel 1855 l'architetto Georg Schuster così descrisse l'edificio:
La parte sottostante dell'edificio accoglie una cripta dove sono conservate la maggior parte delle tombe dei membri della famiglia dei Guelfi, mentre le tombe dei due sovrani che vollero la costruzione dell'edificio si trovano nella cappella stessa, in sarcofagi monumentali scolpiti con le loro sembianze.
Secondo il progetto originario, la volta interna doveva essere realizzata in mattoni poi rivestiti, ma per l'"insolita fretta" con cui il sovrano richiese il completamento del monumento, questa venne realizzata in legno e poi rivestita in stucco bianco.

## Il querceto
Attorno al mausoleo si trova un boschetto a forma di "U" formato da una serie di querce peduncolate risalenti al XVIII secolo.
Già durante i lavori di costruzione del mausoleo, il re di Hannover aveva incaricato dal 1843 il suo ispettore dei giardini di corte, Heinrich Ludolph Wendland, di riprogettare l'area del giardino dove esso sarebbe sorto. Secondo la testimonianza dello stesso architetto paesaggista il re in persona gli disse: "Pianta gli alberi più grandi possibile e portali qui dovunque tu riesca a trovarli". Venne quindi organizzato un clamoroso trapianto di ben 36 querce che avevano già 60 anni. Gli alberi vennero scelti in un'area a nord e giunsero a destinazione nel parco tra il 1844 ed il 1845 con carri appositamente costruiti con un tiro di 16 cavalli ciascuno. Per portare questo prezioso carico indenne a destinazione, vennero tagliati degli alberi per creare percorsi sulla strada e vennero rinforzati diversi ponti per sopportare l'attraversamento dei carri.
Alla base venne piantato un sottobosco composto da Chionodoxa luciliae e narcisi.

## Le tombe
Nel Welfenmausoleum sono riunite oggi tutte le sepolture dei membri principali della famiglia dei Guelfi. Alcune tombe, precedentemente deposte presso la cappella del Leineschloss vennero qui trasferite dopo la seconda guerra mondiale. Ancora oggi la cappella è di proprietà della famiglia degli Hannover.
Le persone sepolte al Welfenmausoleum sono:
- La regina Federica di Meclemburgo-Strelitz, morta nel 1841, il cui sarcofago venne creato dallo scultore Christian Daniel Rauch nell'arco di tre anni, dal 1844 al 1847
- Re Ernesto Augusto I di Hannover, morto il 18 novembre 1851 e deposto nel mausoleo il giorno 25 del medesimo mese. Anche il suo sarcofago venne prodotto dalla bottega di Rauch e venne creato tra il 1852 ed il 1855 dagli allievi dello scultore, gli artisti Albert Wolff e Heinrich Hesemann di Hannover.[4]

Durante la seconda guerra mondiale, quando gran parte del Leineschloss venne distrutto coi raid aerei su Hannover del 27 luglio 1943. Dopo la guerra, il castello ricostruito andò ad ospitare il parlamento dello stato della Bassa Sassonia e pertanto il 5 dicembre 1957 vennero trasferiti gli 11 sarcofagi che li erano sepolti per riunirli nel Welfenmausoleum tra i quali:
- Giovanni Federico di Brunswick-Lüneburg (1625-1679), duca di Brunswick-Lüneburg[3]
- Anna Sofia (1670–1672), principessa di Brunswick-Lüneburg; figlia primogenita del duca Giovanni Federico che morì in tenera età[5]
- Ernesto Augusto di Brunswick-Lüneburg (1629–1698), principe elettore di Brunswick-Lüneburg[3]
- Sofia del Palatinato, elettrice consorte di Brunswick-Lüneburg (1630-1714)[3]
- Giorgio I di Gran Bretagna (1660–1727), re di Gran Bretagna e Irlanda e già principe elettore di Hannover[3]
- Ernesto Augusto II di Hannover (1674-1728), principe-vescovo di Osnabrück, duca di York e Albany, fratello minore di re Giorgio I[3]
- Carlotta Augusta (1819-1819), duchessa di Clarence, figlia del duca Guglielmo di Clarence, che in seguito divenne re Guglielmo IV del Regno Unito e re di Hannover[5]
- Maria Federica di Solms-Braunfels (1833–1845); nipote della regina Federica di Hannover, morì infante[5]

Alla morte dell'ultimo duca regnante di Brunswick, Ernesto Augusto, nel 1953, egli venne sepolto in uno spazio di fronte al mausoleo. L'11 dicembre 1980, la principessa Vittoria Luisa di Prussia, morta all'età di 88 anni, unica figlia femminile dell'imperatrice Augusta Vittoria e del kaiser Guglielmo II di Germania, venne sepolta anch'essa a fianco al marito, davanti al mausoleo.